# Music Box Tour
A Music Box Tour Mariah Carey amerikai énekesnő 1993-as koncertturnéja. Hat koncertből állt, melyekre az Egyesült Államok hat városában került sor.

## Története
Ez volt Carey első koncertturnéja. Karrierje kezdetén nem sokat énekelt nyilvánosság előtt, mert lámpalázas volt, és úgy vált világsztárrá két sikeres albummal és öt, a Billboard Hot 100-at vezető dallal, hogy egyszer sem lépett fel nagyobb közönség előtt. 1992-ben volt első jelentős fellépése, az MTV MTV Unplugged című műsorán – a koncert később megjelent CD-n, videókazettán, majd DVD-n –, majd 1993 júliusában is adott egy koncertet a New York államnbeli Schenectadyben, a Proctor’s Theatre-ben – ezt bemutatta az NBC, és később videókazettán és DVD-n is megjelent, Here Is Mariah Carey címmel. 1993 végén az énekesnő úgy döntött, rövid amerikai turnéra indul, hogy népszerűsítse két hónappal korábban megjelent harmadik stúdióalbumát, a Music Boxot. Ez azt jelentette, hogy egyből egy nagy arénában kellett fellépnie, nem tudott fokozatosan hozzászokni, kisebbektől indulva, ahogy szokás.
Első koncertjét, amit a Miami Arenában adott 15 000 ember előtt, országos médiafigyelem kísérte. Carey később így emlékezett vissza rá: „Minden rendben volt, amíg fel nem kellett mennem a színpadra és meg nem hallottam a fülsiketítő kiáltásokat. Úgy éreztem, mindaz, ami addig történt az életemben, ez az egész felfoghatatlan forgószél, amin keresztülmentem, ehhez az őrült pillanathoz vezetett… Aztán lelomboztak. Nem a közönség – ők tudták, hogy ez az első nagy koncertem, és megértőek voltak. De nagyon rossz kritikákat kaptam. Sok kritikus volt, aki úgy gondolta: ez a lány ennyi albumot eladott, még sosem turnézott, nosza, szálljunk rá. És ezt tették. Aznap este az ágyban fekve bekapcsoltam a tévét, és a CNN-en azt mondta a fickó: 'Megérkeztek a kritikák és rossz hírünk van Mariah Carey számára.' Tényleg nagyon rosszul esett.”
Az énekesnő a felkészülésbe fojtotta dühét, hogy következő fellépése jobb legyen, és a Worcester's Centrum Centre-ben adott koncertje rendkívül jó kritikákat kapott. A The Boston Globe szerint „a káprázatos előadás közben szemmel láthatóan nőtt Carey magabiztossága, miután megszabadult az idegességtől.” A legtöbb néző előtt adott koncert – a turnénak a New York-i Madison Square Gardenben adott zárókoncertje – igen pozitív kritikát kapott a The New York Times újságírójától, Jon Pareles től, bár a The Bergen Record vegyes kritikát jelentetett meg a telt házas koncertről. A turné első koncertjének negatív visszhangja miatt azonban az összbenyomás nem sikerült pozitívra, amire az énekesnő így reagált: „Ha kezdesz sikereket elérni, lesznek emberek, akiknek ez nem tetszik. Ez ellen nem tehetek semmit, én csak azt tehetem, hogy olyan zenét csinálok, amiben hiszek.” Carey az ezt követő két turné – az 1996-os Daydream World Tour és az 1998-as Butterfly World Tour – keretén belül nem lépett fel Észak-Amerikában, következő egyesült államokbeli koncertjére 2000-ben, a Rainbow World Tour folyamán került sor.
A worcesteri koncertre kevesebb mint 80 perc alatt kelt el a több mint 11 500 jegy.

## A műsor
A koncertek a Paint Your Wagon című musical They Call the Wind Maria című dalával kezdődtek, erre vonultak be a fellépők (Mariah ebből a dalból kapta a nevét). A zenekarban Mariah fő dalszerzőtársa, Walter Afanasieff játszott billentyűkön. Pár dalban gospelkórus énekelt, ez Carey több későbbi koncertjére is jellemző volt. Táncosok is voltak a színpadon, de az énekesnő nem táncolt velük – először az 1996-os Daydream turnén táncolt a színpadon. Későbbi koncertturnéival ellentétben nem sokszor öltözött át a műsor alatt, általában csak a ráadás előtt egyszer.
A dalok közt Carey legnagyobb slágerei, illetve kislemezen meg nem jelent kedvenc dalai szerepeltek. Egy korábban nem hallott dal a The SOS Band 1983-as R&B-slágere, a Just Be Good to Me feldolgozása volt, melyet Carey „egyik kedvenc régi dala”-ként konferált fel.

## Dallista
1. Emotions
2. Love Takes Time
3. Now That I Know
4. Without You
5. Dreamlover
6. Someday
7. I Don’t Wanna Cry
8. Vanishing
9. Make It Happen
10. Hero
11. All in Your Mind
12. Just Be Good to Me
13. Anytime You Need a Friend
14. I’ll Be There
15. Vision of Love
16. Emotions Reprise
17. Santa Claus Is Comin’ to Town 1

1csak az utolsó koncerten

## Koncertdátumok
| Dátum              | Város         | Ország                    | Helyszín                   |
| ------------------ | ------------- | ------------------------- | -------------------------- |
| 1993. november 3.  | Miami         | Amerikai Egyesült Államok | Miami Arena                |
| 1993. november 9.  | Worcester     | Amerikai Egyesült Államok | Worcester's Centrum Centre |
| 1993. november 17. | Rosemont      | Amerikai Egyesült Államok | Rosemont Horizon           |
| 1993. november 23. | Los Angeles   | Amerikai Egyesült Államok | Universal Amphitheatre     |
| 1993. december 2.  | Philadelphia  | Amerikai Egyesült Államok | The Spectrum               |
| 1993. december 10. | New York City | Amerikai Egyesült Államok | Madison Square Garden      |